# Liero
Liero è un videogioco gratuito per DOS creato dal programmatore finlandese Joosa Riekkinen nel 1998. È uno sparatutto uno contro uno tra due vermi, di grafica semplice ma apprezzato dalla critica per l'elevata giocabilità, pensato soprattutto per le sfide multigiocatore che sono la caratteristica più interessante. A suo tempo si creò una comunità di innumerevoli siti di fan dedicati a Liero, e numerosi cloni, mod e scenari personalizzati. Nel 2017 il Museo Finlandese dei Giochi (Suomen pelimuseo, dedicato anche a giochi non elettronici) lo annoverò tra i suoi primi 100 classici giochi finlandesi.
Liero è a sua volta un clone del meno noto MoleZ del 1997, anch'esso un gioco finlandese per DOS, con talpe anziché vermi.

## Modalità di gioco
Il gioco è stato paragonato a Worms in tempo reale, ossia con gioco simultaneo e non a turni. Ogni giocatore controlla un vermicello che può strisciare, scavare, saltare, appendersi con una corda da lancio, e usare una gran varietà di armi. Lo scopo è generalmente uccidere l'altro vermicello, controllato da un'altra persona sulla stessa tastiera o dal computer. Il computer tuttavia ha un'intelligenza artificiale molto limitata. I movimenti degli oggetti seguono un modello fisico realistico, con traiettorie curve, elasticità delle corde ed effetti degli urti.
Normalmente un giocatore è sconfitto quando perde tutte le vite, ma esistono altre modalità di gioco, ad esempio capture the flag ("conquista la bandiera") dove lo scopo è portare una bandierina alla propria base.

### Arena
L'arena di gioco è un vasto quadrato pieno di terra visto in sezione, costellato qua e là di rocce indistruttibili e grotte generate casualmente. È possibile anche disegnare mappe precostruite tramite un semplice editor incluso. Lo schermo è diviso verticalmente a metà e ciascuna metà mostra la porzione di terra circostante al verme di ciascun giocatore, anche se controllato dal computer. In basso è presente anche una minimappa in comune dell'intera arena. I giocatori possono rimuovere la terra scavando, ma anche la maggior parte delle armi può distruggere la terra e spesso è anche più rapido farsi strada con le esplosioni.
Il gioco è molto splatter: i vermi schizzano sangue in abbondanza quando vengono colpiti, e continuano a sgocciolarlo costantemente (mugolando di dolore) quando la loro energia è vicina allo zero. Tutto questo sangue imbratta in modo permanente la terra e le rocce. Anche quando un verme muore si spacca in brandelli che diventano parte integrante dell'arena.

### Armi
Esistono 40 armi e ogni giocatore ne possiede 5 alla volta. Possono essere scelte all'inizio del gioco oppure lasciate al caso, ma durante il gioco appaiono delle casse bonus che permettono di sostituire un'arma. Le munizioni sono illimitate, ma occorre un certo tempo per ricaricare ogni arma. I vari tipi di armi includono:
- Armi a proiettili
- Bombe che esplodono a tempo e/o al contatto
- Missili
- Armi da taglio
- Missile teleguidato (il giocatore ne prende temporaneamente il controllo mentre il suo vermicello resta indifeso)
- Laser che attraversa la terra
- Lanciafiamme a corto raggio
- Finte casse bonus che esplodono
- Generatori di nuova terra (di per sé innocui)

Molte bombe e proiettili rilasciano a loro volta schegge esplosive dopo l'impatto e/o durante il tragitto. Molti sono gli effetti di cui tener conto a seconda dell'arma: rinculo, rimbalzo, gravità...

### Corda
La corda è sempre in dotazione illimitata. Ispirata chiaramente alla corda ninja di Worms, viene sparata lontano e ha in cima un rampino che si aggancia a qualunque appiglio, compreso il verme avversario. La corda poi si accorcia automaticamente (ma può essere allungata dal giocatore) trainando rapidamente il verme molto lontano o molto in alto.
La corda dà un grande contributo alla mobilità dei vermi, sia per la sua rapidità, sia per la possibilità di attraversare grandi spazi aperti. Strisciare e scavare sono altrimenti possibili solo sul terreno e solo entro un'angolazione massima rispetto all'orizzontale. Precipitare o sbattere violentemente contro le pareti non danneggia i vermi.

## Portabilità
Il Liero originale generalmente funziona anche nelle prime versioni di Microsoft Windows, ma nel caso di Windows XP bisogna disabilitare il sonoro, lanciando il programma con il parametro "/n" nella riga di comando. Dal 2007 lo sviluppo "ufficiale" di Liero venne ripreso da altre persone ed è disponibile un'altra versione (1.36, basata sul clone OpenLiero), fedele all'originale ma con piccole migliorie e funzionante anche su sistemi moderni.

## Eredità
La comunità di fan ha prodotto anche programmi gratuiti (LieroKit, WormHole...) che permettono di modificare quasi ogni aspetto del gioco: la grafica, la fisica, il comportamento delle armi. Su internet si trovano molte versioni modificate di Liero.
Liero originale non è open source, ma sono stati creati vari cloni gratuiti del gioco per Windows/Linux, che supportano anche partite in rete: Gusanos, OpenLieroX, NiL, Liero Xtreme, Liero-AI/MP, Wiiero (Liero per il Wii), Wurmz!, ecc.
Lo sviluppo del Liero originale da parte di Joosa Riekkinen si fermò alla versione 1.33 nel gennaio 2000. Nel 2007 uno dei cloni, OpenLiero (ex LOSP), venne nominato la nuova versione ufficiale di Liero, arrivato poi alla versione 1.36 nel 2013. Questa rimane una riproduzione esatta dell'originale 1.33, con in più la correzione di alcuni bachi, la possibilità di eseguirlo agevolmente anche sui sistemi moderni, e alcune funzionalità opzionali (ma non il gioco in rete).